# Pararrhynchium smithii
Pararrhynchium smithii är en stekelart som först beskrevs av Henri Saussure 1856.  Pararrhynchium smithii ingår i släktet Pararrhynchium och familjen Eumenidae. Inga underarter finns listade i Catalogue of Life.